# Ивашёва, Валентина Семёновна
Валентина Семёновна Ивашёва (1915—1991) — советская украинская актриса театра и кино.

## Биография
Окончила актёрский факультет ГИКа (1934, ныне — ВГИК), училась в актёрской студии при кинофабрике «Межрабпомфильм» (1935—1936).
В 1937—1947 и 1971—1991 гг. — актриса Киевской киностудии имени А. П. Довженко,
в 1947—1963 гг. — актриса Киевского украинского академического театра имени Ивана Франко.
Актриса активно снималась вплоть до своего ухода из жизни. 
Была женой режиссёра Н.Экка.

## Награды
- орден «Знак Почёта» (01.02.1939)

## Фильмография
- 1936 — Груня Корнакова — Груня Корнакова, работница большого фарфорового завода
- 1936 — Случайная встреча — Таня
- 1937 — Юность поэта — Наташа, крепостная актриса
- 1938 — Александр Невский — Ольга Даниловна, новгородская девушка
- 1938 — Сорочинская ярмарка — Парася
- 1939 — Кубанцы
- 1940 — Майская ночь — Ганна
- 1940 — Макар Нечай — Галя
- 1942 — Боевой киносборник № 8 — эпизод
- 1942 — Чудесная скрипка (короткометражный)
- 1943 — Радуга — Ольга, учительница
- 1956 — Суета — Адела
- 1957 — Под золотым орлом — эпизодическая роль
- 1958 — Гроза над полями — батрачка
- 1958 — Сто тысяч — Мотря
- 1970 — Хлеб и соль — Василиса
- 1971 — Весёлые Жабокричи — Василина
- 1972 — За твою судьбу — эпизод
- 1972 — Длинная дорога в короткий день — дама в Швейцарии
- 1973 — Абитуриентка — учительница
- 1973 — Каждый вечер после работы — Анна Фёдоровна, учительница
- 1973 — Ни пуха, ни пера! — Вава
- 1973 — Чёрный капитан — дама на пикнике
- 1979 — Киевские встречи (киноальманах) — Ксения Петровна
- 1979 — В последние дни лета
- 1980 — Неоконченный урок
- 1981 — Утро вечера мудренее — Варвара Матвеевна, мать Сусанны
- 1982 — Возвращение Баттерфляй — Нуся, сестра Соломии в зрелом возрасте
- 1982 — Нежность к ревущему зверю — Ксения Ивановна
- 1984 — Единица «с обманом» — Мария Васильевна, учительница математики
- 1985 — Сезон чудес — мама Вадима
- 1986 — Счастлив, кто любил… — эпизод
- 1988 — Автопортрет неизвестного — билетёр
- 1988 — Фантастическая история
- 1988 — Дама с попугаем — Евдокия Кузьминична
- 1989 — Зелёный огонь козы
- 1990 — Война на западном направлении